# 通道会议
通道会议，是中央红军长征途中，1934年12月在湖南通道县召开的一次会议，由于会议召开时军情危急，没有留下任何原始记录，所依据的多是亲历亲闻者的回忆或日记，因此关于这次会议的详细内容尤其是会址和日期都存在诸多争议。

## 背景
1934年10月17日，中央红军直属机关从江西雩都县出发，在赣南、湘南、桂北连续突破四道封锁线，12月上旬，红军从广西老山界翻越了越城岭进入湖南，12月11日，红军攻占通道县城。湘江战役之后，中央红军折损过半，此时红军是继续北上与红二、六军团会合还是另谋出路已经成了红军领导人不得不面对的问题。

## 时间与地点
关于通道会议的日期主要有3种说法：一是12月12日，是大多数学者所持观点；二是12月11日；三则认为在12月8日至10日之间。
会址则有6种说法：通道县城县溪镇恭城书院、菁芜洲镇芙蓉村、牙屯堡外寨、下乡流源村、播阳白衣观、龙胜。其中恭城书院一说是“正统”说法，恭城书院也因此被列为全国重点文物保护单位。后两说则易于排除，当时中央纵队并未进入通道县城，所以“正统”一说也当存疑。

## 与会人员
博古、李德、周恩来（以上为“三人团”）、朱德、王稼祥、毛泽东、张闻天等。一说彭德怀、林彪、刘伯承、叶剑英、伍修权也参加。

## 会议的性质及结果
关于通道会议的性质，有中央军委扩大会议、中央（政治局）领导人会议或临时紧急会议等说法。有学者根据当时的危急状况以及红军实际由“三人团”领导，认为通道会议可视为“三人团”扩大会议。会议期间，负责军事的李德要去湘鄂边找贺龙红军；毛泽东不同意，说敌人对去湘西的封锁已经很严密了，找贺龙是死路一条，只有向西，去敌人防御薄弱的贵州；张闻天、王稼祥、周恩来、朱德赞同毛泽东主张，最终中共中央决议西进。博古只能同意西进贵州。12月12日19时半向各军团发出《我军明十三号继续西进的部署》电报，随后中央红军向贵州行军，但对于战略行动方面，仍拟北出湘西，与红2、6军团汇合。通道会议也是毛泽东自宁都会议后，再次参加中央核心会议。
12月15日，中央红军占领贵州黎平，18日召开中共中央政治局一次扩大会议，即黎平会议。